# لمبرت ویلسون
لمبرت ویلسون (فرانسوی: Lambert Wilson‎؛ زاده ۳ اوت ۱۹۵۸) بازیگر اهل فرانسه است. وی از سال ۱۹۷۷ میلادی تاکنون مشغول فعالیت بوده‌است.
از فیلم‌ها یا برنامه‌های تلویزیونی که وی در آن نقش داشته‌است، می‌توان به ورشو، سال ۵۷۰۳، زمستان ۵۴، ابه پیر، زن هرجایی، بارگذاری مجدد ماتریکس، انقلاب‌های ماتریکس، پروژه لازاروس، ارنست و سلستین، صحرا، بابلیون ای.دی، ادیسه، نه روی لبها، مهمانی ۲، جفرسون در پاریس، پنج روز یک تابستان، مترجمان، چوآنس! و جن‌زدگان، ۵ تا ۷ و بندتا (۲۰۲۱)‌‌‌‌‌‌‌‌ اشاره کرد.